# Бэйли, Кристофер
Кристофер Пол Бэйли (род. 11 мая 1971 года) — президент и бывший главный креативный директор модного дома Burberry. В мае 2014 года он занял пост главного креативного директора и президента после ухода бывшего генерального директора Анжелы Арендс. В феврале 2018 года на посту главного креативного директора его сменил Риккардо Тиши.

## Юность
Кристофер Пол Бэйли родился Йоркшире, Англия в семье плотника и оформителя витрин Marks & Spencer. В 1994 году он окончил Королевский колледж искусств со степенью магистра, где в 2004 году был удостоен почётной стипендии, а в 2013 году — почётной докторской степени.

## Карьера
С 1994 по 1996 год Кристофер работал дизайнером женской одежды в модном доме Donna Karan, а с 1996 по 2001 год старшим дизайнером женской одежды бренда Gucci в Милане. В мае 2001 года он присоединился к Burberry в качестве директора по дизайну, в 2004 году стал креативным директором, а в ноябре 2009 года — главным креативным директором.
В 2008 году Бэйли вместе с Анджелой Арендс основал Фонд Burberry Foundation, призванный помочь молодым людям реализовать свои мечты и потенциал с помощью творчества. Фонд Burberry инвестирует средства в отдельные благотворительные организации, ориентированные на поддержку молодых людей в крупных городах регионов, где проживает и работает большинство сотрудников Burberry и где они могут участвовать в волонтерстве.
15 октября 2013 года Бэйли был назначен следующим генеральным директором Burberry после ухода Анджелы Арендс в середине 2014 года. 1 мая 2014 года Бэйли занял должность главного креативного директора и генерального директора.
В июле 2016 года было объявлено, что Марко Гоббетти, генеральный директор Céline, станет следующим генеральным директором Burberry. Гоббетти сменил Бэйли в ноябре 2017 года, Кристофер перейдёт на должность президента, сохраняя при этом титул главного креативного директора. В июле 2017 года Гоббетти сменил Бэйли на посту генерального директора. Согласно объявлению компании от 31 октября 2017 года, Бэйли уйдёт из совета директоров в марте 2018 года и полностью уйдёт из Burberry в следующем декабре.

## Личная жизнь
Во время работы в Милане Бэйли был в отношениях с дизайнером Miu Miu, Гиртом Клоэтом. В 2004 году у Клоэта была диагностирована опухоль мозга, после этого пара переехала в Йоркшир, в следующем году Клоэта не стало.
С 2009 года Бэйли находится в отношениях с британским актёром, Саймоном Вудсом, в 2012 году они поженились. У них есть две дочери, Айрис и Нелл.